# Centaur (hành tinh vi hình)

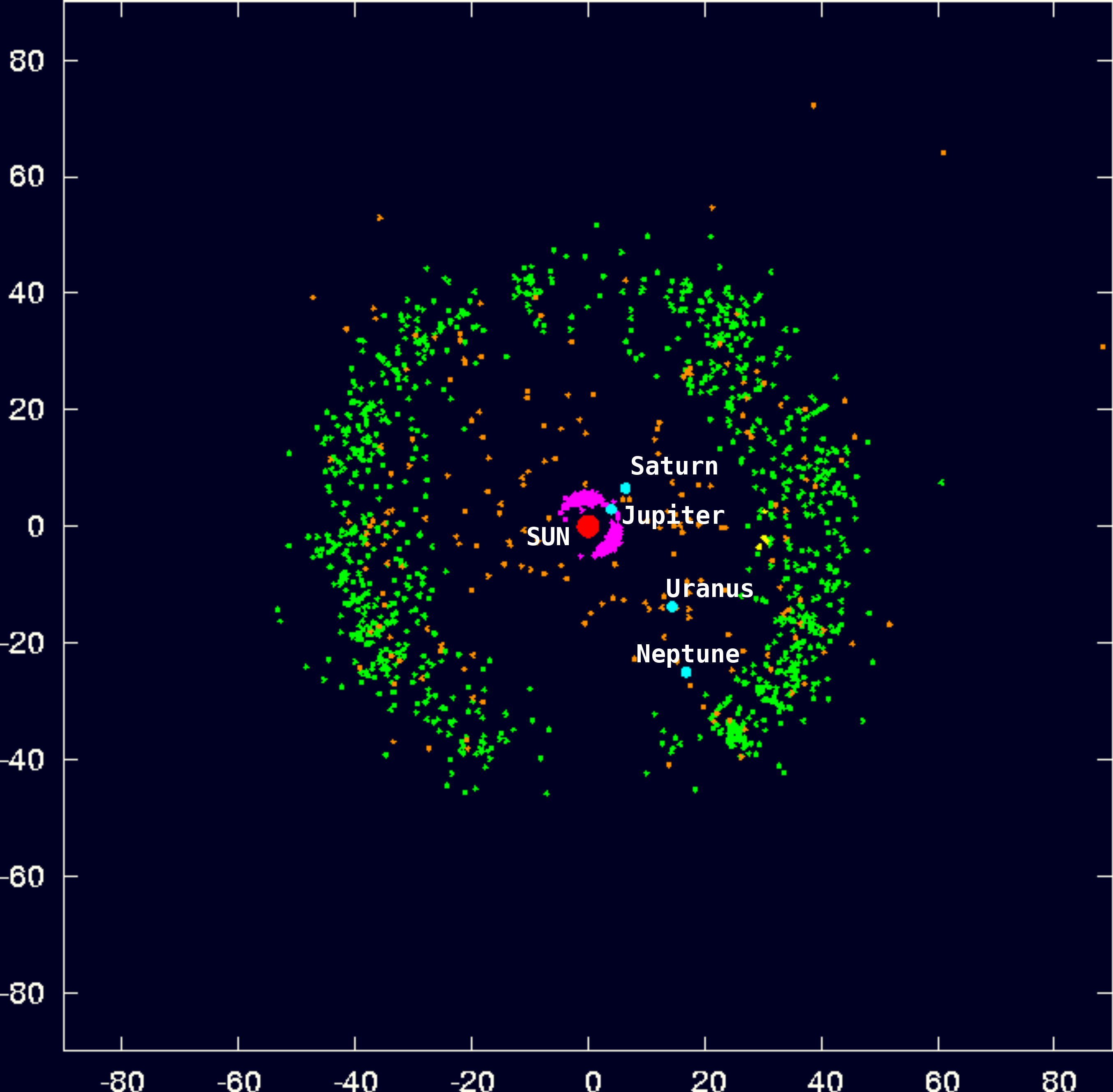
Các centaur có màu da cam nằm phần lớn trong vành đai Kuiper (xanh lá cây) và ngoài vành đai tiểu hành tinh.

Centaur là lớp quỹ đạo không ổn định của các hành tinh nhỏ (minor planet) với những đặc điểm của cả tiểu hành tinh (asteroid) và sao chổi. Chúng được đặt tên theo các truyền thuyết về nhân mã, loài sinh vật hư cấu mang đặc điểm của người và ngựa.

## Các centaur đáng chú ý
| Tên            | Năm  | Khám phá                         | Lớp |
| -------------- | ---- | -------------------------------- | --- |
| 55576 Amycus   | 2002 | NEAT tại Palomar                 | UE  |
| 10370 Hylonome | 1995 | Đài quan sát Mauna Kea           | UN  |
| 10199 Chariklo | 1997 | Spacewatch                       | U   |
| 8405 Asbolus   | 1995 | Spacewatch (James V. Scotti)     | SN  |
| 7066 Nessus    | 1993 | Spacewatch (David L. Rabinowitz) | SE  |
| 5145 Pholus    | 1992 | Spacewatch (David L. Rabinowitz) | SN  |
| 2060 Chiron    | 1977 | Charles T. Kowal                 | SU  |